# Proshizonotus
Proshizonotus is een geslacht van vliesvleugeligen uit de familie Pteromalidae. De wetenschappelijke naam van dit geslacht is voor het eerst geldig gepubliceerd in 1928 door Girault.

## Soorten
Het geslacht Proshizonotus omvat de volgende soorten:
- Proshizonotus annulicornis (Girault, 1913)
- Proshizonotus arenae (Girault, 1932)
- Proshizonotus australiensis (Girault, 1913)
- Proshizonotus camilli (Girault, 1925)
- Proshizonotus corticis (Girault, 1925)
- Proshizonotus devannyi (Girault, 1937)
- Proshizonotus froudei (Girault, 1929)
- Proshizonotus fulviventris (Girault, 1915)
- Proshizonotus incola (Girault, 1929)
- Proshizonotus inusitata (Girault, 1937)
- Proshizonotus lenticeps (Boucek, 1988)
- Proshizonotus migneti (Girault, 1935)
- Proshizonotus mosesi Girault, 1928
- Proshizonotus nigriaenea (Girault, 1915)
- Proshizonotus pallidicoxa (Girault, 1929)
- Proshizonotus primus (Boucek, 1988)
- Proshizonotus pulchripes (Girault, 1927)
- Proshizonotus resplendens (Gourlay, 1928)
- Proshizonotus tasmaniensis (Girault, 1913)